# Diesbachia setosipes
Diesbachia setosipes är en insektsart som beskrevs av Ludwig Redtenbacher 1908. Diesbachia setosipes ingår i släktet Diesbachia och familjen Diapheromeridae. Inga underarter finns listade i Catalogue of Life.